# Список романів, дія яких відбувається у Дніпрі
Список романів, дія яких відбувається у Дніпрі об’єднує романи, більшість подій у яких відбуваються у місті Дніпро.
| Мова       | Назва             | Автор              | Рік видання | Історичний період та контекст                     |
| ---------- | ----------------- | ------------------ | ----------- | ------------------------------------------------- |
| Українська | Східний вал. 1985 | Максим Січеславець | 2013        | друга половина XX століття, альтернативна історія |
| Українська | Без ґрунту        | В. Домонтович      | 1948        | 1920-ті                                           |